# アッチソン・トピカ・アンド・サンタフェ鉄道
アッチソン・トピカ・アンド・サンタフェ鉄道（アッチソン・トピカ・アンド・サンタフェてつどう、英語: Atchison, Topeka and Santa Fe Railway、報告記号はATSF）は、アメリカ合衆国にかつて存在した巨大な鉄道会社である。略称はサンタフェ鉄道。会社は1859年2月に最初に路線特許を得た。
この鉄道会社の名前には、ニューメキシコ州の州都であるサンタフェが含まれているが、周辺の地形が線路を敷くにはあまりに険しかったこともあり、鉄道の本線がサンタフェを通過することは一度もなかった。サンタフェへは結局、ラミーからの支線によって鉄道が通った。線路はカンザス州とコロラド州の州境に1873年に到達し、プエブロに1876年に到達した。鉄道の収益性を改善するために、サンタフェ鉄道は不動産事務所を設立し、議会によって与えられた土地供与の権利で取得した土地を農場用に売却した。こうした農場が、サンタフェ鉄道を利用する貨物と旅客の需要を生み出すことになった。
サンタフェ鉄道はいつも革新を実現する会社で、インターモーダル輸送の開拓者の1つでもあり、一時期はサンフランシスコ湾を運航する鉄道連絡船（鉄道はしけ）や短期間であるがサンタフェ・スカイウェイという航空会社も保有していた。バスにより鉄道で行けない場所にも旅客輸送を提供し、またサンフランシスコ湾の連絡船により西へ向かう旅行を太平洋まで到達させることができた。サンタフェ鉄道は公式には1996年12月31日に運営を終了し、バーリントン・ノーザン鉄道と合併してバーリントン・ノーザン・サンタフェ鉄道（2005年に改称してBNSF鉄道）となった。
以降、本文中でアッチソン・トピカ・アンド・サンタフェ鉄道を指す際は、混同の可能性のない限り「サンタフェ鉄道」の略称で表記する。

## 歴史

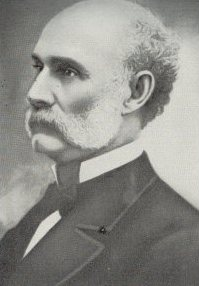
初代社長サイラス・ホリデイ

### 創業と初期の成長
鉄道の敷設特許はサイラス・ホリデイが独力で1859年1月に申請し、カンザス準州の知事によりアッチソン・アンド・トピカ鉄道会社 (Atchison and Topeka Railroad Company) としてカンザス州トピカからサンタフェまで、そしてメキシコ湾に至る鉄道を建設する目的で同年2月11日に承認された。当初の東側の終点はトピカのわずかに北東にあるアッチソンであり、そこから名前がつけられている。カンザス準州が州に昇格した2年後の1863年5月3日に、創業者の野望をよりよく表現するアッチソン・トピカ・アンド・サンタフェ鉄道 (Atchison, Topeka and Santa Fe Railroad) と改称した。鉄道は1868年10月30日にトピカで起工され、西へ向かって建設を開始した。初期の建設事業の中にはカンザス川を横断する工事などがあった。最初の大陸横断鉄道が開通するまで1か月もない1869年4月26日に最初の区間が開通し、トピカとポーリンの間を特別列車が運行された。この距離はわずか6マイル（約10 km）に過ぎなかったが、この「ワカルサ・クリーク・ピクニック・スペシャル」(Wakarusa Creek Picnic Special) と名づけられた特別列車は、ポーリンでの祝賀会場への旅客を運んだ。

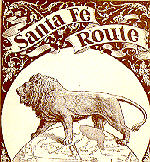
19世紀末におけるサンタフェ鉄道のロゴマーク、イギリスを象徴するライオンが描かれており、カリフォルニアまでの鉄道を建設するにあたってイギリスから受けた経済的支援に敬意を表している

建設部隊はさらに西へと建設工事を続け、1872年9月5日にドッジシティに到達した。この建設により、サンタフェ鉄道はカンザス・パシフィック鉄道と家畜輸送を巡って競争できるようになった。建設はさらに続けられ、トピカからカンザス州とコロラド州の州境までの最後の区間を1873年12月23日に開通させた。コロラド州のプエブロには1876年3月1日に到達した。プエブロへ到達したことで、コロラドから石炭を東へ向けて輸送できるようになり、多くの新しい貨物輸送需要を獲得することになった。

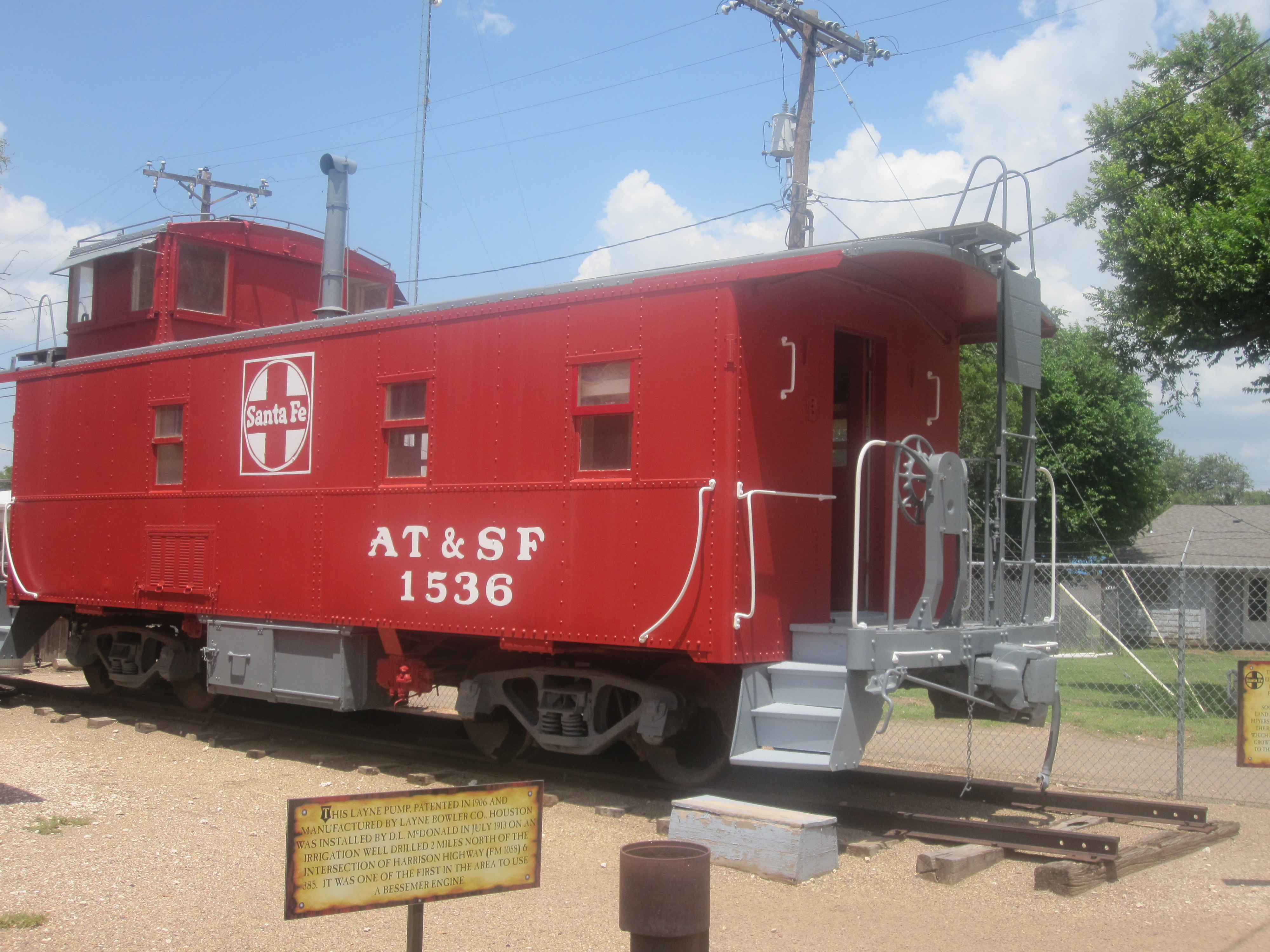
テキサス州ヒアフォードにあるデフ・スミス郡歴史博物館に展示されているカブース

カンザス州から東部コロラド州にかけての建設は技術的には単純であった。その後さらに西へ建設を進めた際に直面したような、巨大な自然の障害がなかったからである。しかし地域の人口密度があまりに低かったために、経済的にはほとんど成り立たないことになった。この問題に取り組むためにサンタフェ鉄道はこの地域に不動産事務所を設立し、1863年にアメリカ合衆国議会によって鉄道に供与された土地に対する植民を精力的に推し進めた。西部に土地の調査に行く人であれば誰に対してでも、鉄道会社は割引運賃を提供した。もしその人が結果的に土地を購入すれば、運賃は土地の代金に充当することになっていた。サンタフェ鉄道は平原を横断して鉄道を建設してきて、また収入をもたらしてくれる顧客基盤を形成し、ロッキー山脈を越える険しい地形へ次なる関心を向けた。

### ロッキー山脈縦貫
レッドビルは、コロラド州の鉱山地帯の中でももっとも生産性の高い場所であった。この地域での鉱業は1859年に始まり、最初は金を目的とし、20年ほど経ってからは銀を目的としたものになった。社長のウィリアム・ストロングと共に数名の取締役は、コロラド州およびニューメキシコ州北部の鉱山の町に食料・装備・その他の補給物資を輸送する需要に対して投資しようとした。これを受けて、サンタフェ鉄道は1877年から、プエブロからアーカンザス川に沿って、そしてロイヤルゴージに沿って西へと延長しようとした。ロイヤルゴージはサンタフェ鉄道とデンバー・アンド・リオグランデ・ウェスタン鉄道の双方が通過するにはあまりに狭く、アーカンザス川に沿うボトルネックとなっており、そしてこれ以外にはサウス・パーク地区にたどり着ける合理的な方法がなかった。このため、この峡谷を抜ける線路を建設する競争が始まった。物理的な対決は2社の間で2年に及ぶ低レベルゲリラ闘争となり、後にロイヤルゴージ鉄道戦争として知られることになった。連邦政府がこれに介入して1880年2月2日に示談となり、通称「ボストン条約」と呼ばれる協定を結んだ。この協定では、デンバー・アンド・リオグランデ・ウェスタン鉄道が路線を開通させることが認められ、その路線をサンタフェ鉄道が使用できるように貸し出すことになった。またデンバー・アンド・リオグランデ・ウェスタン鉄道は推定140万ドルをサンタフェ鉄道に対して峡谷内で既に建設したものの代金として支払い、またサンタフェへは延伸しないこと、一方でサンタフェ鉄道がデンバーおよびレッドビルへの計画路線を先に建設することで合意された。

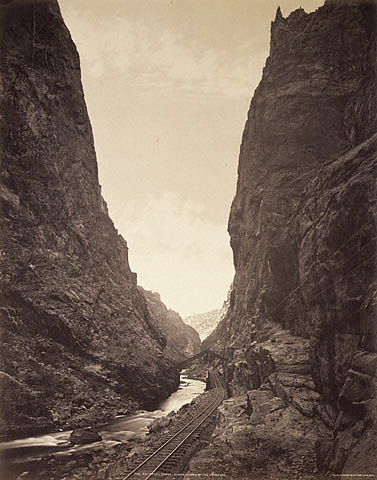
デンバー・アンド・リオグランデ・ウェスタン鉄道のロイヤルゴージを抜ける本線、1881年

また南部へも視野にいれ、ラトン峠を確保するために、当初の2万ドルの出費がトリニダードから南への線路を建設するために1878年2月26日に承認された。この事業の成功にとって、路線の位置は実際の路線建設と並んで極めて重要であった。かつてデンバー・アンド・リオグランデ・ウェスタン鉄道の土木技術者であったW.R."レイ"・モーリーは1877年にサンタフェ鉄道に雇われ、最初の仕事として峠を越える経路を密かに調査することを命じられた。この地域での活動が、デンバー・アンド・リオグランデ・ウェスタン鉄道に峠を越える路線を先に建設されることにつながるのではないかと恐れられていたのである。これに加えてストロングはサザン・パシフィック鉄道が、サンタフェ鉄道のニューメキシコ州への進入を防ぐための法案を準備していることを知っていた。これにくじけずにストロングは、ニューメキシコ・アンド・サザン・パシフィック鉄道 (New Mexico and Southern Pacific Railroad) に対する路線特許を取得すると、ただちにラトン峠にA.ロビンソンを送った。1878年の2月から12月にかけて、作業員はラ・フンタからラトンまでの区間の建設に格闘し、12月7日に最初のサンタフェ鉄道の列車がニューメキシコ州に入った。

### 競争に直面して

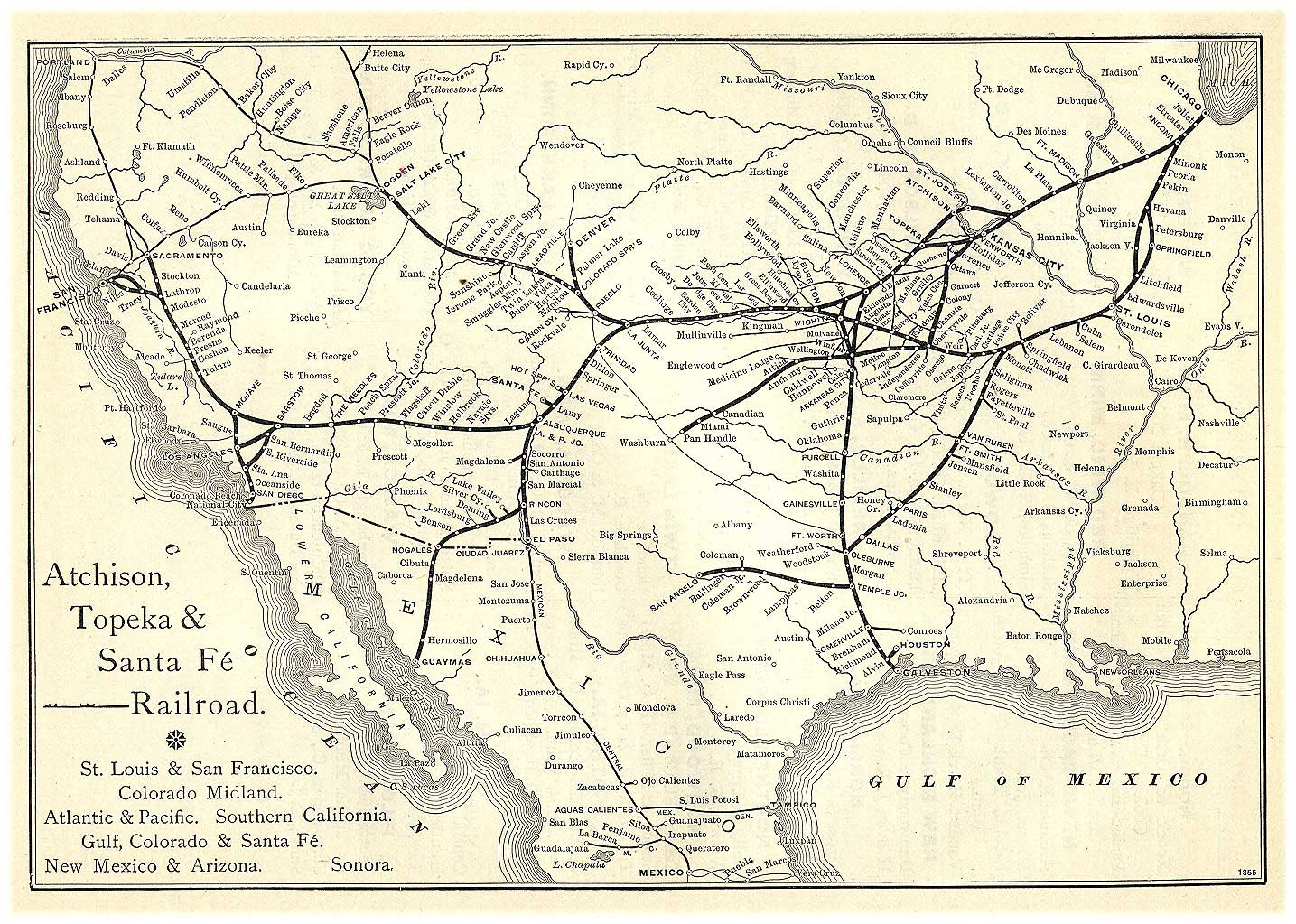
サンタフェ鉄道とその子会社の路線網、1891年の「グレイン・ディーラーズ・アンド・シッパーズ・ガゼッター」誌に掲載されたもの

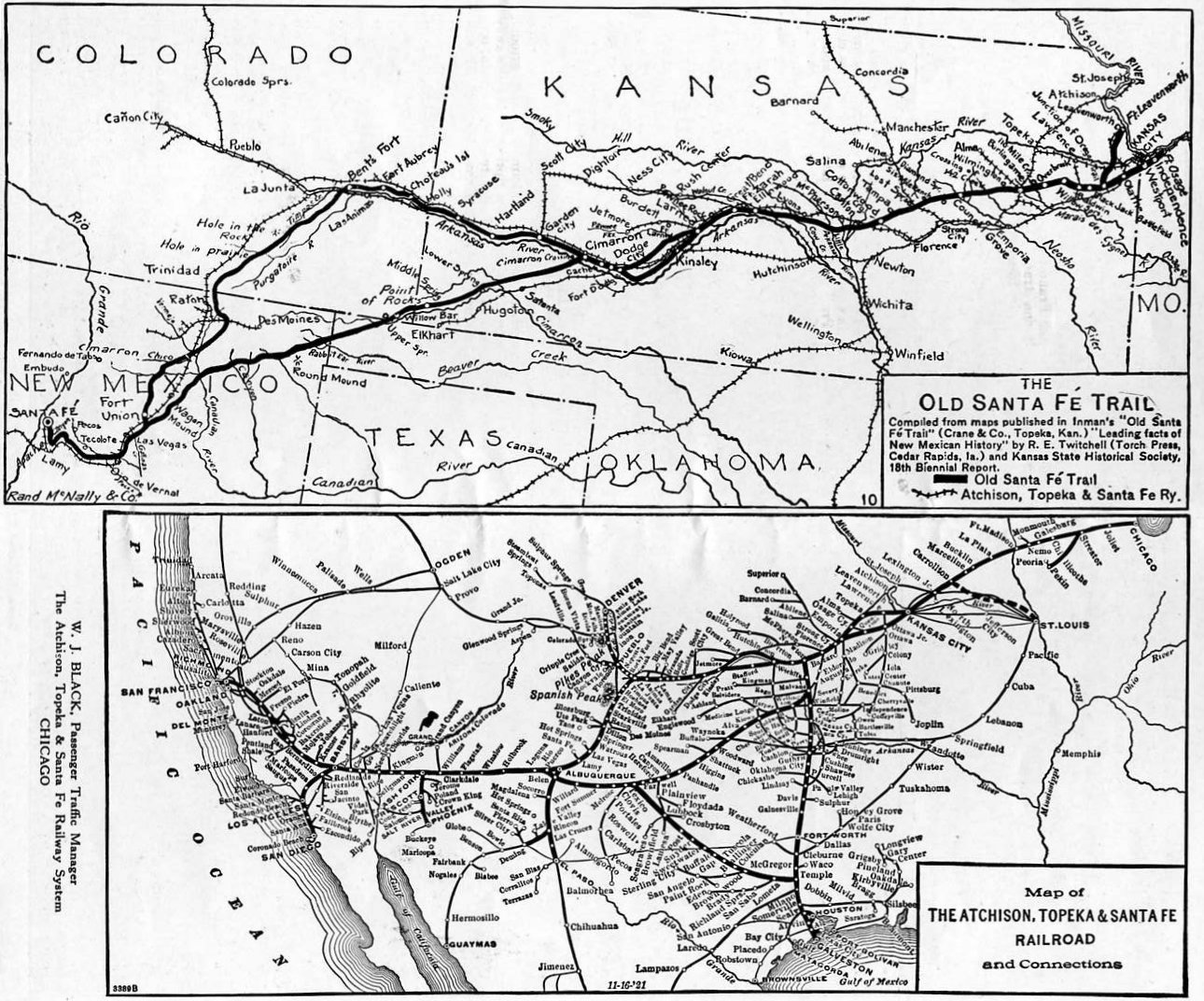
1921年にサンタフェ鉄道が出したサンタフェ・トレイル（上）とサンタフェ鉄道（下）の比較地図

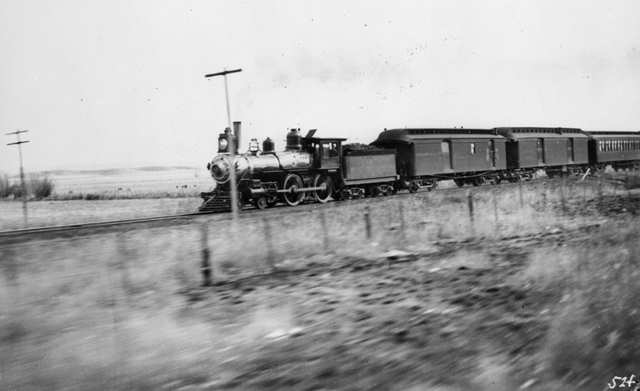
サンタフェ鉄道の旅客列車、1895年頃

ロッキー山脈を越える路線の建設は、それに関わる物資補給の問題から遅々として難しかった。場合によっては競合者との武装闘争も発生した。コロラド州やニューメキシコ州においてはデンバー・アンド・リオグランデ・ウェスタン鉄道と、そしてラトン峠を制した後はアリゾナ州やカリフォルニア州においてサザン・パシフィック鉄道と抗争があった。サザン・パシフィック鉄道と、サンタフェ鉄道の子会社であるカリフォルニア・サザン鉄道の間で1883年9月にカリフォルニア州コルトンで繰り広げられたフロッグ・ウォー（線路の交差を巡って繰り広げられる争い）に代表される。しかしこの鉄道とライバル鉄道の問題は小競り合いの域をはるかに超えた。1880年代末、サンタフェ鉄道で働いてきて会長へと上り詰めたジョージ・マグーンは、次第に健康が衰えつつあった。1899年には会長の継承問題への世間の関心と密接にリンクしていた株価は1株あたり140ドルほどから20ドルほどまで落ち込んだ。マグーンの健康は株価と共に衰え続け、1893年12月20日に亡くなった。サンタフェ鉄道はその3日後、12月23日に倒産し、ジョセフ・ラインハート、ジョン・ジェームズ・マクック、ジョゼフ・ウィルソン (Joseph Wilson) が破産管財人として指名された。ユニオン・パシフィック鉄道もまたライバルであったが、サザン・パシフィック鉄道ほどではなかった。ユニオン・パシフィック鉄道もまた西部において鉄道網を拡張しており、ロッキー山脈の北部に路線を持っていた。

### 合併による拡大
西海岸までの路線を完成させて、1886年にはストロングは他の事業拡大の機会を探し始めた。財務的な問題を抱えていた、テキサス州にほぼ700マイル（約1,100 km）の路線を持っていたガルフ・コロラド・アンド・サンタフェ鉄道がこの機会を提供した。ガルフ・コロラド・アンド・サンタフェ鉄道は合併契約の一環として、フォートワースから当時アッチソン・トピカ・アンド・サンタフェ鉄道の線路が延びてきていたインディアン準州のパーセルまで、171マイル（約275 km）の路線を建設することを求めた。この接続路線は完成し、合併は1887年4月27日に公式に実行された。最終的に1965年にアッチソン・トピカ・アンド・サンタフェ鉄道に直接吸収されるまで、ガルフ・コロラド・アンド・サンタフェ鉄道は完全子会社として運行を続け、吸収合併された時点で約1,800マイル（約2,900 km）の路線を運行していた。
鉄道の規模に関する1870年と1945年時点での比較で、この間に鉄道がどの程度成長したのかが分かる。
出典: Santa Fe Railroad (1945), Along Your Way, Rand McNally, Chicago, Illinois.

### サザン・パシフィック鉄道との合併提案

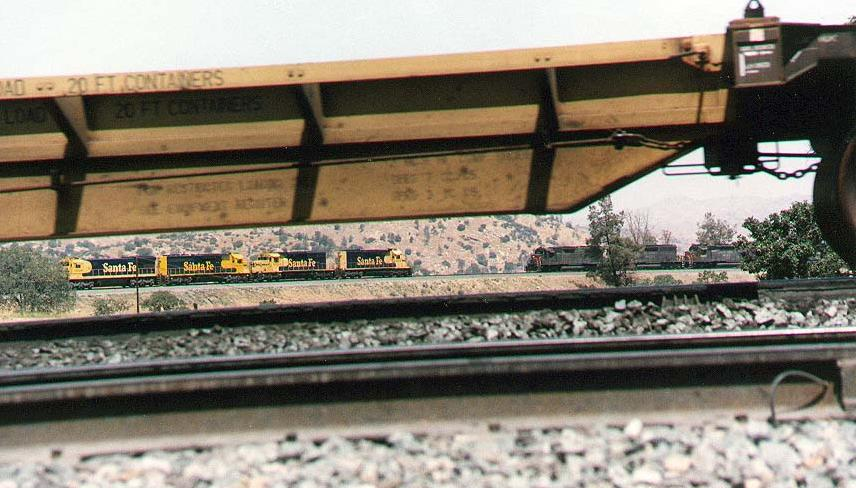
サンタフェ鉄道の列車がサザン・パシフィック鉄道の列車とテハチャピループ線にあるワロン側線で交換する、1980年代末

サザン・パシフィック・サンタフェ鉄道(Southern Pacific Santa Fe Railroad, SPSF) は、1983年12月12日に発表された、サザン・パシフィック鉄道とアッチソン・トピカ・アンド・サンタフェ鉄道の親会社同士の合併提案である。この合併の一環として、サンタフェ・インダストリーズとサザン・パシフィック・トランスポーテーションが所有するすべての鉄道・非鉄道資産は持ち株会社のサンタフェ-サザン・パシフィック・コーポレーションの所有とされることになっていた。この合併は、あまりに多くの重複した路線ができるという観点から州際通商委員会によって却下された。
両社は合併が認可されることに自信を持っていたため、既に機関車や事業用車を新しい統一された塗装に塗り替え始めていた。州際通商委員会によって却下された後、鉄道ファンはSPSFは本当は「そんなに早く塗り替えるべきではなかった」(Shouldn't Paint So Fast) の略であったとジョークを飛ばした。合併却下によりサザン・パシフィック鉄道は売却されたが、カリフォルニア州における不動産所有は新しいカテラス・ディベロップメントに統合され、カリフォルニア州最大の民間土地保有者となった。しばらく後に、カテラスはユニオン・パシフィック鉄道のロサンゼルスのユニオン駅への持ち分を買収した。
実際に塗り替えが完了しなかった塗装はコダクローム (Kodachrome) と称される。

### BNSF鉄道への合併
1995年9月21日、アッチソン・トピカ・アンド・サンタフェ鉄道はバーリントン・ノーザン鉄道と合併してバーリントン・ノーザン・サンタフェ鉄道となった。2社の合併に伴う作業としては、共通の運行管理システムの確立やサンタフェ鉄道側の非組合員運行指令員の組合加入、そしてサンタフェ鉄道の列車識別コードを全線で採用することなどがあった。このため、両社は1996年12月31日までそれぞれ独自に運行されていた。合併した鉄道は現在ではBNSF鉄道となっている。

## 合併元の会社・子会社・借り受けた会社の一覧
- ガルフ・コロラド・アンド・サンタフェ鉄道（英語版）（1887年 - 1965年） - 列車運行を行っていた子会社
- カリフォルニア・アリゾナ・アンド・サンタフェ鉄道（英語版）（1911年 - 1963年） — 列車運行を行わない子会社
  - サンタフェ・プレスコット・アンド・フェニックス鉄道（英語版）（1892年 - 1911年）
    - アリゾナ・アンド・カリフォルニア鉄道（英語版）（1903年 - 1905年）
    - ブラッドショー・マウンテン鉄道（英語版）（1902年 - 1912年） - 列車運行を行わない子会社
    - プレスコット・アンド・イースタン鉄道（英語版）（1897年 - 1911年）
    - フェニックス・アンド・イースタン鉄道（Phoenix and Eastern Railroad、1895年 - 1908年）
- カリフォルニア・サザン鉄道（英語版）（1880年 - 1906年） - バーストウとサンディエゴの間の連絡路線を建設するために路線特許を得た子会社
- グランド・キャニオン鉄道（英語版）（1901年 - 1942年） - 1902年に列車運行を行う子会社となり、1924年に運行を行わない子会社となった
  - サンタフェ・アンド・グランド・キャニオン鉄道（英語版）（1897年 - 1901年）
- ミンクラー・サザン鉄道（Minkler Southern Railway Company、1913年 – 1992年?） - ポータービル-オロシ地区を建設するために設立された子会社
- ニューメキシコ・アンド・アリゾナ鉄道（New Mexico and Arizona Railroad、1882年 - 1897年） - 1897年から1934年まではサザン・パシフィック鉄道の列車を運行しない子会社
- ニューメキシコ・アンド・サザン・パシフィック鉄道（New Mexico and Southern Pacific Railroad Company、1878年 - ?） - ラトン峠を越えてニューメキシコ州へ線路を敷くために設立された子会社
- サンフランシスコ・アンド・サン・ホアキン・バレー鉄道 (San Francisco and San Joaquin Valley Railway)
- サンタフェ・パシフィック鉄道（Santa Fe Pacific Railroad、1897年 - 1902年）
  - アトランティック・アンド・パシフィック鉄道（英語版）（1880年 - 1897年）
- ソノラ鉄道 (Sonora Railway) - 1879年に列車運行子会社となる
- バーデ・バレー鉄道（Verde Valley Railway、1913年 - 1942年） - アリゾナ州クラークデール（英語版）におけるペーパーカンパニー
- ウェスタン・アリゾナ鉄道（Western Arizona Railway、1906年 - 1933年） - キングマン - クロライド（英語版）間の子会社** アリゾナ・アンド・ユタ鉄道（Arizona and Utah Railway、1899年 - 1933年）

## 歴代社長

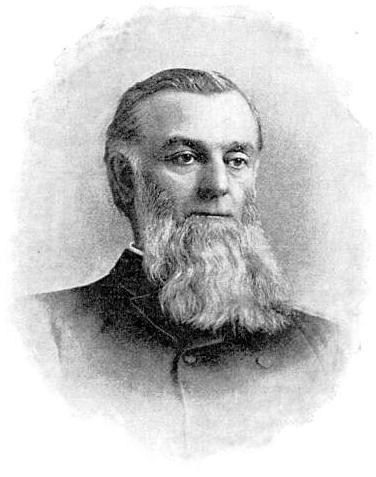
ウィリアム・バーストウ・ストロング、1881年から1889年までの社長

サンタフェ鉄道の歴代社長を以下に示す。
- サイラス・ホリデイ（英語版）（1860年 - 1863年）
- サミュエル・ポメロイ（英語版）（1863年 – 1868年）
- ウィリアム・ナスト（英語版）（1868年9月）
- ヘンリー・ロード（英語版）（1868年 – 1869年）
- ヘンリー・カイズ（英語版）（1869年 – 1870年）
- ギナリー・トゥイチェル（英語版）（1870年 - 1873年）
- ヘンリー・ストロング（英語版）（1873年 - 1874年）
- トーマス・ニッカーソン（英語版）（1874年 - 1880年）
- T.ジェファーソン・クーリッジ（T. Jefferson Coolidge、1880年 - 1881年）
- ウィリアム・ストロング（英語版）（1881年 - 1889年）
- アレン・マンベル（英語版）（1889年 - 1893年）
- ジョゼフ・ラインハート（英語版）（1893年 - 1894年）
- アルデース・ウォーカー（英語版）（1894年 - 1895年）
- エドワード・リプリー（英語版）（1896年 - 1920年）
- ウィリアム・ストーリー（英語版）（1920年 - 1933年）
- サミュエル・ブレッドソー（英語版）（1933年 - 1939年）
- エドワード・エンゲル（Edward J. Engel、1939年 - 1944年）
- フレッド・ガーリー（英語版）（1944年 - 1958年）
- アーンスト・マーシュ（英語版）（1958年 - 1967年）
- ジョン・リード（英語版）（1967年 - 1986年）[3]
- W.ジョン・スワーツ（W.John Swartz、1986年 – 1988年）
- マイク・ハバーティ（英語版）（1989年 - 1991年）
- ロバート・クレブス（英語版）（1991年 - 1995年）

## 旅客列車

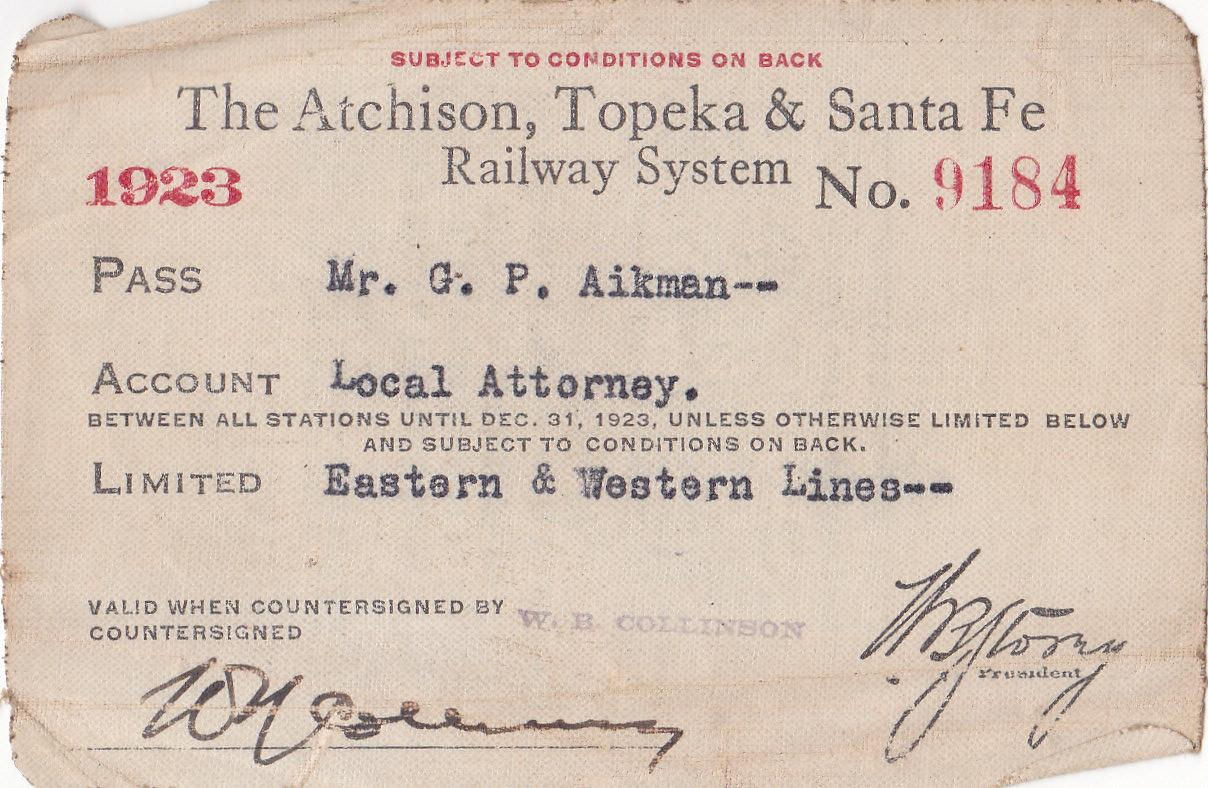
1923年のサンタフェ鉄道の乗車券

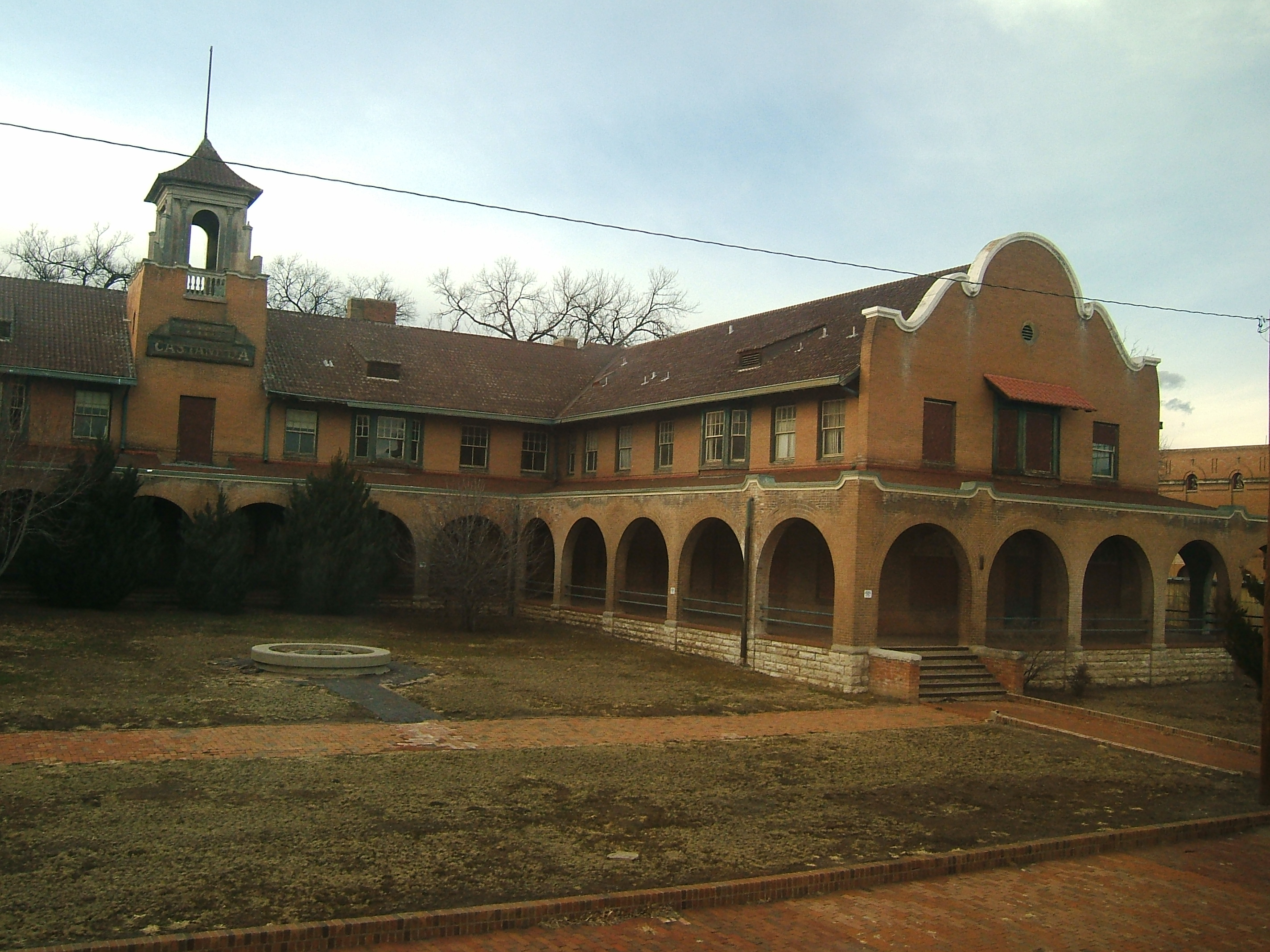
現存するハーヴェイ・ハウスの建物（ニューメキシコ州ラスベガス駅）

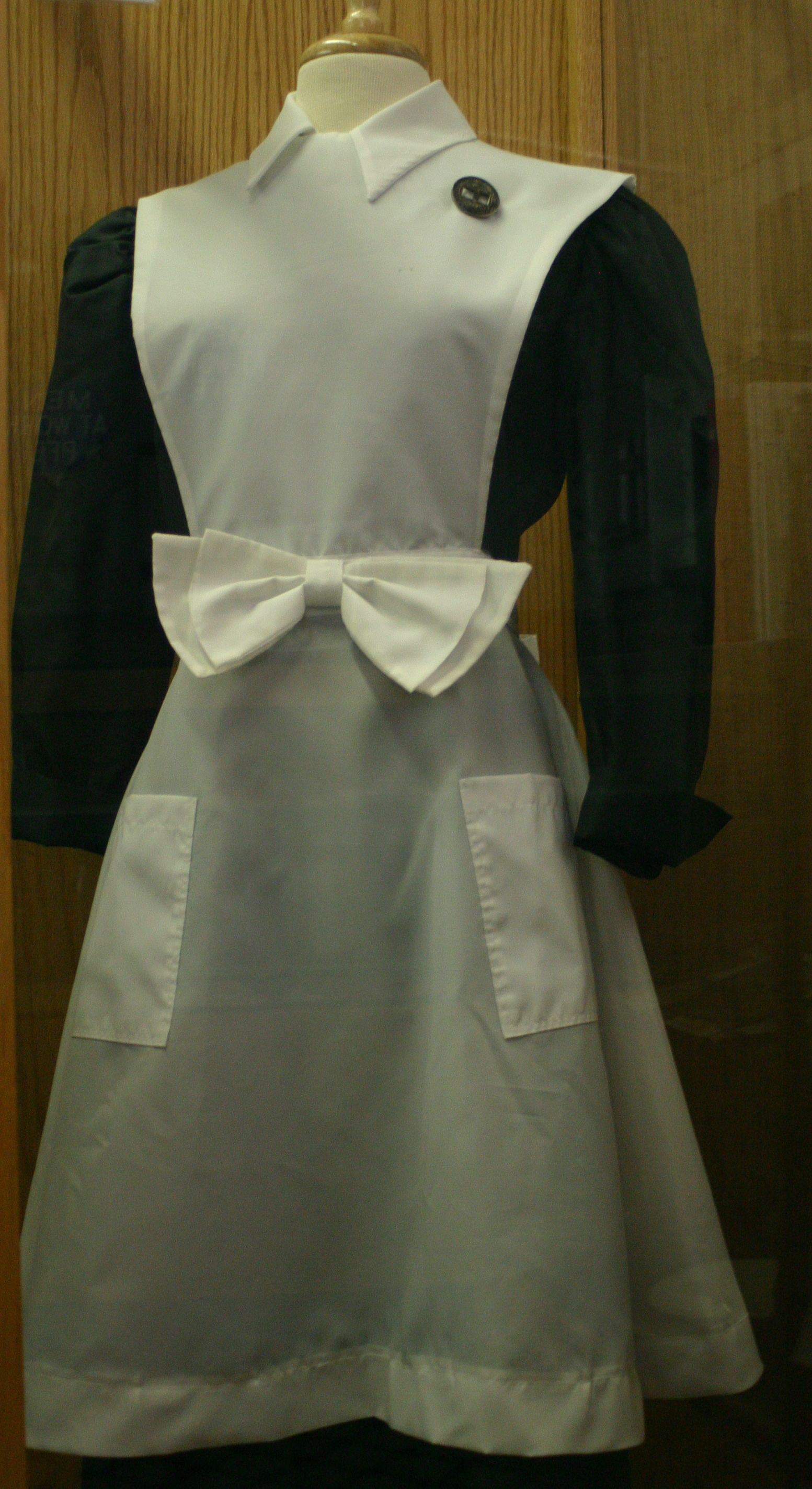
現存する「ハーヴェイ・ガール」の制服

サンタフェ鉄道は、20世紀前半の時期に旅客列車の運行で広く知られていた。旅客輸送において多くの革新を実現し、プレジャー・ドームと呼ばれる展望車を連結したスーパー・チーフ（1951年に導入された際には「シカゴとロサンゼルスの間で唯一のドーム・カー」と宣伝された）や、ビッグ・ドームと呼ばれるラウンジカーや2階建車両のハイ・レベルカーを1954年から連結したエル・キャピタンなどがある。ノーザン・パシフィック鉄道やユニオン・パシフィック鉄道などに続いて、1891年に食堂車の連結を開始して、食堂車を導入した初期の鉄道でもある。サンタフェ鉄道における食事は、車上の食堂車でも、鉄道網の沿線に戦略的に配置されたフレッド・ハーヴィ・カンパニーのレストラン（ハーヴィ・ハウス、ハーヴェイ・ハウス）であっても、印象的な体験であった。
一般的に、同じ名前の列車が上下双方向に運行されていた。この例外としては、同じ区間を走るが東向きにはシカゴアン、西向きにはカンザスシティアンと名づけられた例や、イースタン・エクスプレスとウェスト・テキサス・エクスプレスの例がある。シカゴに到着するアッチソン・トピカ・アンド・サンタフェ鉄道の列車は、すべてディアボーン駅に発着した。ロサンゼルスに到着する列車はユニオン駅が開業する1939年5月までラ・グランド駅に発着した。
小さな集落への営業に対しては、気動車による運行をよく行っていた。またサンタフェ・トレイルウェイズ・バスによってそれ以外の地域へのバスの営業も行っていた。こうした列車には普通は名前が付けられておらず、列車番号で区別されていた。
こうしたあらゆる地域への旅客営業から、1946年にアカデミー歌曲賞を受賞したサンタフェ鉄道 (On the Atchison, Topeka and the Santa Fe) という歌が生まれた。この歌は1945年に映画「ハーヴェイ・ガールズ」のために書かれたもので、フレッド・ハーヴィ・カンパニーのレストランで働くウェイトレスについての話である。映画ではジュディ・ガーランドが歌い、他にもビング・クロスビーなど多くの歌手が歌った。1970年代には、アッチソン・トピカ・アンド・サンタフェ鉄道自体がクロスビーの歌ったこの曲をコマーシャルに使用した。

### 定期列車

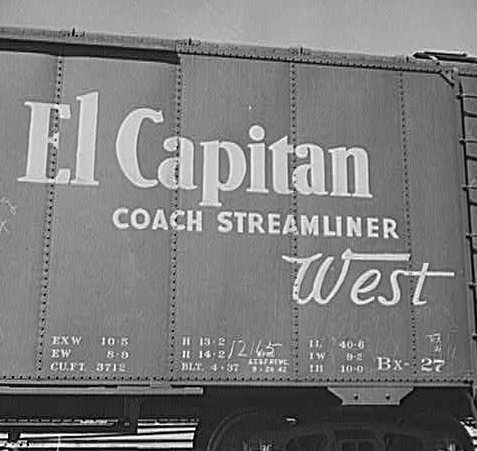
有蓋車の側面に描かれた「エル・キャピタン」の広告、1943年3月、カリフォルニア州サンバーナーディーノ

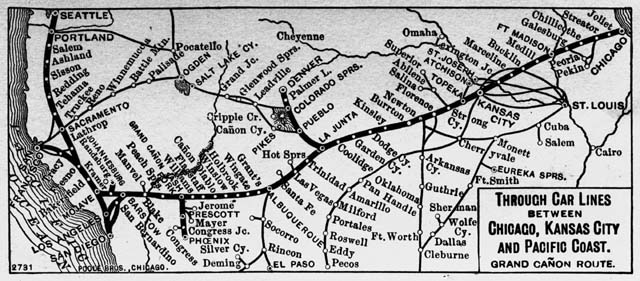
1901年頃、「グランド・キャニオン・ルート」として宣伝していたサンタフェ鉄道の路線図

アッチソン・トピカ・アンド・サンタフェ鉄道は以下のような定期列車を運行していた。
- ジ・エンジェル (The Angel): サンフランシスコ - カリフォルニア - サンディエゴ（ザ・セイントに対応する南行き列車）
- ジ・エンジェレノ (The Angeleno): サンアンジェロ - フォートワース、ガルフ・コロラド・アンド・サンタフェ鉄道の列車
- ジ・アンテロープ (The Antelope) - オクラホマシティ - カンザスシティ
- アトランティック・エクスプレス (Atlantic Express): ロサンゼルス - カンザスシティ（ロサンゼルス・エクスプレスに対応する東行き列車）
- カリフォルニア・エクスプレス (California Express): シカゴ - カンザスシティ - ロサンゼルス
- カリフォルニア・ファースト・メール (California Fast Mail): シカゴ -ロサンゼルス - サンフランシスコ
- カリフォルニア特急: シカゴ - ロサンゼルス
- カリフォルニア・スペシャル (California Special) ロサンゼルス - ヒューストン
- ケイバーン (Cavern): ニューメキシコ州クローヴィス - ニューメキシコ州カールズバッド、スカウトと接続
- センテニアル・ステート (Centennial State): デンバー - シカゴ
- セントラル・テキサス・エクスプレス (Central Texas Express): テキサス州スイートウォーター（英語版） - テキサス州ラボック
- シカゴアン（英語版）: カンザスシティ - シカゴ（カンザスシティアンに対応する東行き列車）
- シカゴ・エクスプレス (Chicago Express): カンザス州ニュートン（英語版） - シカゴ
- シカゴ・ファースト・メール (Chicago Fast Mail): サンフランシスコ - ロサンゼルス - シカゴ
- シカゴ-カンザスシティ・フライヤー (Chicago-Kansas City Flyer): シカゴ - カンザスシティ
- チーフ: シカゴ - ロサンゼルス
- イースタン・エクスプレス: テキサス州ラボック - テキサス州アマリロ（ウェスト・テキサス・エクスプレスに対応する東行き列車）
- エル・キャピタン: シカゴ - ロサンゼルス
- エルパソアン (El Pasoan): テキサス州エルパソ - ニューメキシコ州アルバカーキ
- エル・トーバー (El Tovar): ロサンゼルス - シカゴ（ベレン経由）
- ファーゴ・ファースト・メール/エクスプレス (Fargo Fast Mail/Express): ニューメキシコ州ベレン（英語版） - テキサス州アマリロ - カンザスシティ - シカゴ
- ファースト・フィフティーン (Fast Fifteen): カンザス州ニュートン - テキサス州ガルベストン
- ファースト・メール・エクスプレス (Fast Mail Express): サンフランシスコ - シカゴ（ロサンゼルス経由）
- ゴールデン・ゲート: カリフォルニア州オークランド - カリフォルニア州ベーカーズフィールド（ロサンゼルスおよびサンフランシスコへの連絡バスの運行があった）
- グランド・キャニオン特急（英語版）: シカゴ - ロサンゼルス
- ザ・ホーピ (The Hopi): ロサンゼルス - シカゴ
- カンザスシティアン (Kansas Cityan): シカゴ - カンザスシティ（シカゴアンに対応する西行き列車）
- カンザスシティ・チーフ (Kansas City Chief): カンザスシティ - シカゴ
- ロサンゼルス・エクスプレス (Los Angeles Chief): シカゴ - ロサンゼルス（アトランティック・エクスプレスに対応する西行き列車）
- ザ・ミッショナリー (The Missionary): サンフランシスコ - ニューメキシコ州ベレン - テキサス州アマリロ - カンザスシティ - シカゴ
- ナバホ（英語版）: シカゴ - サンフランシスコ（ロサンゼルス経由）
- オイル・フライヤー (Oil Flyer): カンザスシティ - オクラホマ州タルサ（シカゴまで他の列車に連結されて直通する寝台車があった）
- オーバーランド特急（英語版）: シカゴ - ロサンゼルス
- フェニックス・エクスプレス (Phoenix Express): ロサンゼルス - アリゾナ州フェニックス
- ザ・レンジャー (The Ranger): カンザスシティ - シカゴ
- ザ・セイント (The Saint): サンディエゴ - ロサンゼルス - サンフランシスコ（ジ・エンジェルに対応する北行き列車）
- サンディエガン（英語版）: ロサンゼルス - サンディエゴ
- サンフランシスコ・チーフ: サンフランシスコ - シカゴ
- サンフランシスコ・エクスプレス: シカゴ - サンフランシスコ（ロサンゼルス経由）
- サンタフェ・デラックス（英語版）: シカゴ - ロサンゼルス - サンフランシスコ
- サンタフェ・エイト (Santa Fe Eight): ニューメキシコ州ベレン - テキサス州アマリロ - カンザスシティ - シカゴ
- スカウト（英語版）: シカゴ - サンフランシスコ（ロサンゼルス経由）
- サウス・プレインズ・エクスプレス (South Plains Express): テキサス州スイートウォーター - テキサス州ラボック
- スーパー・チーフ: シカゴ - ロサンゼルス
- ザ・テキサン (The Texan): ヒューストン - ニューオーリンズ（ヒューストンからガルベストンまではガルフ・コロラド・アンド・サンタフェ鉄道、そこからニューオーリンズまではミズーリ・パシフィック鉄道（英語版）経由）
- テキサス・チーフ (Texas Chief): ガルベストン - シカゴ（ガルフ・コロラド・アンド・サンタフェ鉄道経由）
- ツーリスト・フライヤー (Tourist Flyer): シカゴ - サンフランシスコ（ロサンゼルス経由）
- ザ・タルサン (The Tulsan): オクラホマ州タルサ - カンザスシティ（シカゴまで他の列車に連結されて直通する寝台車があった）
- バレー・フライヤー（英語版）: カリフォルニア州オークランド - カリフォルニア州ベーカーズフィールド
- ウェスト・テキサス・エクスプレス（英語版）: テキサス州アマリロ - テキサス州ラボック（イースタン・エクスプレスに対応する西行き列車）

### 臨時・特別列車

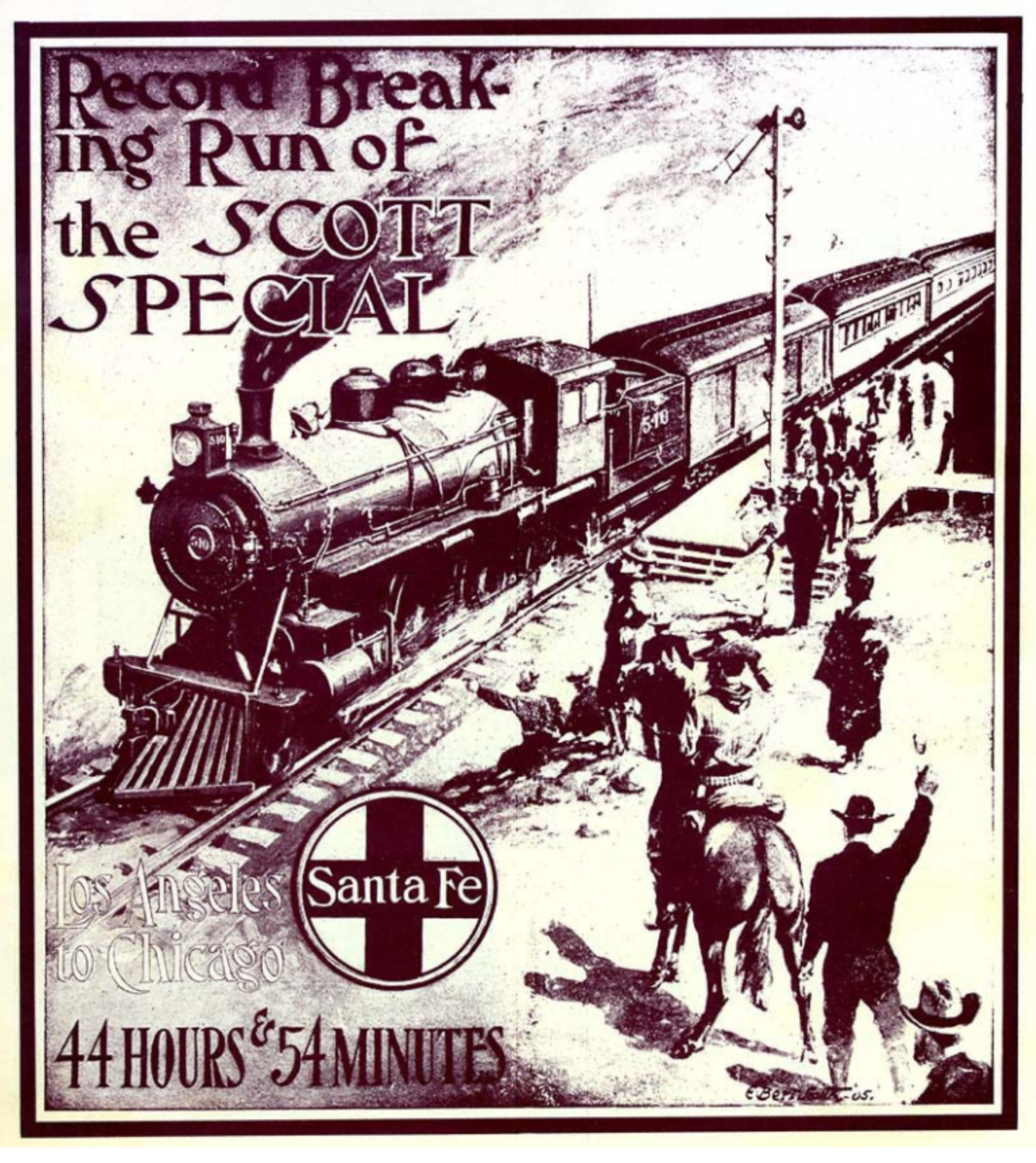
スコット・エクスプレスを宣伝するサンタフェ鉄道の販売促進用パンフレット

時折、特別列車を貸しきってサンタフェ鉄道の線路上を運行されることがあった。こうした特別列車は定期の営業列車の一部ではなく、1回だけ、そして通常は片道だけの運行であった。有名なものをいくつか以下に示す。
- チェニー・スペシャル (Cheney Special): カリフォルニア州コルトン - シカゴ（1895年に取締役のB.P.チェニーのために1回だけ運行された）
- クラーク・スペシャル (Clark Special): アリゾナ州ウィンスロー（英語版） - シカゴ（1904年にその当時のアリゾナ州選出上院議員ウィリアム・アンドリュー・クラークの息子、チャールズ・クラークのために1回だけ運行された）
- デービッド・B・ジョーンズ・スペシャル（英語版）: ロサンゼルス - シカゴ - イリノイ州レイクフォレスト（1923年5月5日から8日にかけて、ミネラル・ポイント亜鉛会社の社長デービッド・B・ジョーンズのために1回だけ速度記録に挑戦して運行された）
- ハンチントン・スペシャル (Huntington Special): カンザス州アージェンティン（英語版） - シカゴ（1899年にコリス・ハンチントン（英語版）のために1回だけ運行された）
- H.P.ロー・スペシャル（H.P.Lowe Special): シカゴ - ロサンゼルス（1903年にアメリカ工学会社の社長のために1回だけ速度記録に挑戦して運行された）
- ミス・ネリー・ブライ・スペシャル（英語版）: サンフランシスコ - シカゴ（1890年にニューヨーク・ワールドの記者ネリー・ブライのために1回だけ速度記録に挑戦して運行された）
- ピーコック・スペシャル (Peacock Special): ロサンゼルス - シカゴ（1900年にカーネギー・スチール（英語版）の副社長、A.R.ピーコックのために1回だけ運行された）
- スコット・スペシャル（英語版）: ロサンゼルス - シカゴ（コヨーテ・スペシャル Coyote Special、デス・バレー・コヨーテ Death Valley Coyote、デス・バレー・スコッティ・スペシャル Death Valley Scotty Specialなどの名前でも知られる、サンタフェ鉄道でもっとも有名な特別列車で、1905年に宣伝のために1回だけ速度記録に挑戦して運行された）
- ワカルサ・クリーク・ピクニック・スペシャル (Wakarusa Creek Picnic Special): カンザス州トピカ - カンザス州ポーリン（1869年4月24日に最初の開業区間を祝うために1回だけ運行された、30分間時速14マイルの列車）

## 塗装とロゴタイプ

### 蒸気機関車

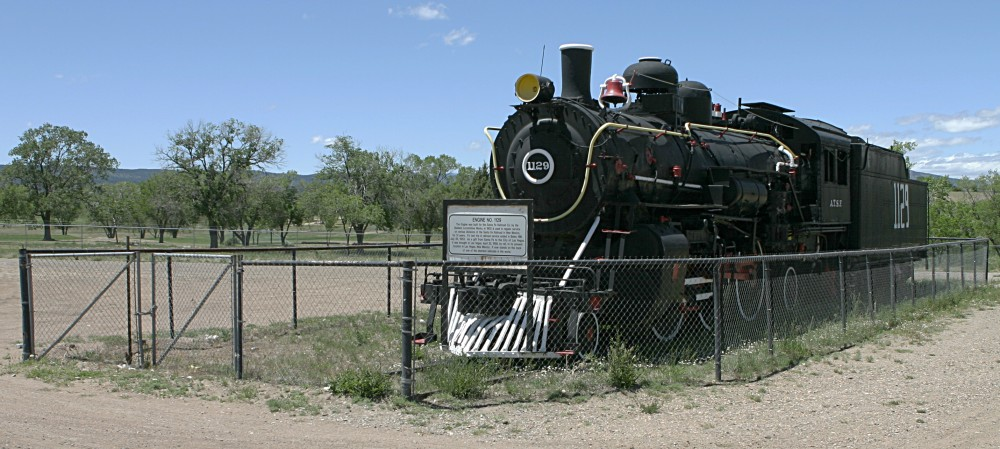
1902年にボールドウィン・ロコモティブ・ワークスで製造された車軸配置2-6-2の1129号機関車、1956年4月24日からニューメキシコ州ラスベガスに保存されている

サンタフェ鉄道は多くの種類にわたる多数の蒸気機関車を運行していたが、その中でも有名なのが1903年にボールドウィン・ロコモティブ・ワークスによって製造された車軸配置2-10-2の「サンタフェ」型である。車軸配置2-10-2の機関車以外にも、実用化されたほとんどすべての型の蒸気機関車を運用していた。4-4-2「アトランティック」、2-6-0「モーガル」、2-8-0「コンソリデーション」、2-8-2「ミカド」、2-10-0「デカポッド」、2-6-2「プレーリー」、4-8-4「ノーザン」、4-6-4「ハドソン」、4-6-2「パシフィック」、4-8-2「マウンテン」、2-8-4「バークシャー」、2-10-4「サンタフェ」などである。また大型の関節式機関車も運用しており、2-6-6-2、2-8-8-0、2-10-10-2、2-8-8-2、さらに珍しい4-6-6-2のマレー式機関車もあった。
BNSF鉄道では、会社の宣伝目的で時折蒸気機関車が牽引する旅客列車を運転することがあり、1927年にボールドウィン・ロコモティブ・ワークスが納入してサンバーナーディノを拠点として運用していた、サンタフェ鉄道のノーザン型蒸気機関車3751号が使われている。より新しく1944年ボールドウィン・ロコモティブ・ワークス製でアルバカーキに配置されていた2926号は、ニューメキシコ蒸気機関車・鉄道歴史協会の手で復元中であり、2000年以来55,000マンアワーと70万ドルの寄付による資金を費やしている。復元が完了すれば、2007年8月以来ニューメキシコ州が所有しているアルバカーキ - ラトン間の243マイルにおよぶかつてのサンタフェ鉄道の本線を定期的に観光用旅客列車を牽引することが期待されている。

### 旅客用ディーゼル機関車
サンタフェ鉄道で最初の旅客用電気式ディーゼル機関車は、1936年にスーパーチーフの運用に投入され、EMC製の1800馬力ディーゼル機関車の組み合わせで構成され、ロードナンバーが1号と1A号とされた。側面と端面の上部は金色に、下部は暗いオリーブグリーンに塗装された。またオリーブのストライプが側面に回され、前部ではその帯が広くなっていた。
側面を固めているのは金属製の「インディアン・ヘッド」のロゴマークプレートで、1926年のチーフのロゴマークに由来している。スーパーチーフという文字が美しく描かれていた。また天井は明るいグレーで、赤のピンストライプで縁取られていた。この独特の色の組み合わせはゴールデン・オリーブ塗装と称される。運用に入る前に、スターリング・マクドナルド (Sterling McDonald) 率いるゼネラルモーターズのスタイリング部隊はその外観を引き立てるために側面と端面に赤と青のストライプを付け加えた。

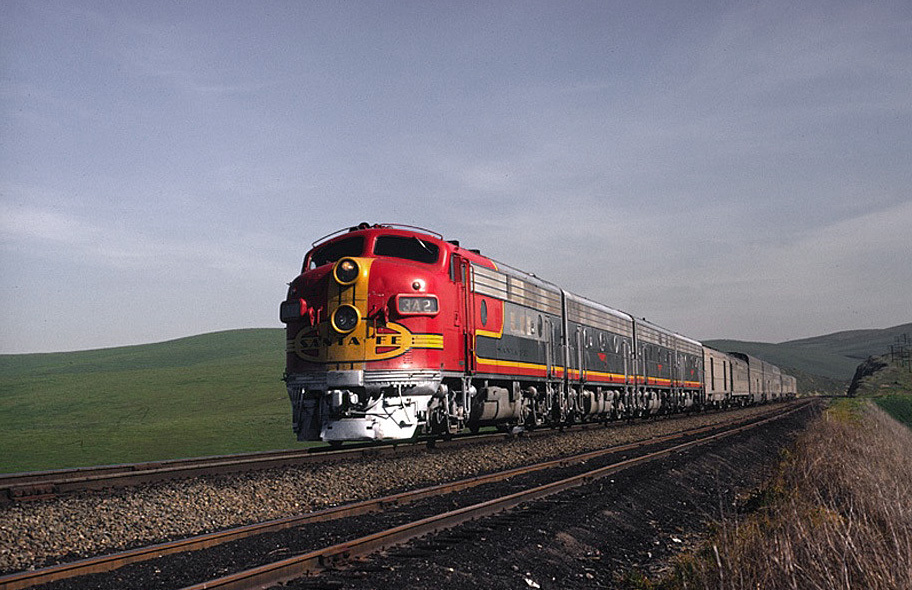
ウォーボンネット塗装のEMD F7が牽引するサンタフェ鉄道の列車（1971年撮影）

それから1年少し後、新しい改良された流線形のEMC E1型ディーゼル機関車がスーパー・チーフやその他の旅客列車の牽引に就き、ゼネラルモーターズのリーランド・ニッカーボッカー (Leland Knickerbocker) 率いる美術色彩部門によってデザインされた、今では「ウォーボンネット」塗装として知られる光り輝く塗装とした。この設計は1937年11月9日にアメリカ合衆国の特許D106,920号として成立した。そのデザインは、インディアンの儀式用の頭飾りを思い起こさせるものである。この塗装パターンは車体前部の赤いボンネットと黄色いストライプと黒のピンストライプの縁取りで構成されている。ボンネットの長さは機関車の形式によって異なっており、車体の形状と長さによっておおむね決定されている。車体の残りは銀色に塗装されているか、ステンレス鋼のパネルで構成されている。
すべての機関車は、形式によって違いはあるが、先頭部分に細長い黄色の「サークル・アンド・クロス」のエンブレムと、先頭から側面にかけてのタブ状の飾りを組み合わせて黒のピンストライプでアクセントを入れた構成となっていた。"SANTA FE"という文字が黒でクロスの水平部分にアール・デコ様式のレタリングで入れられていた。このエンブレムはその類似性から「シガー・バンド」として知られるようになった。デモンストレーション用に運行された車両を除けば、U28CG、U30CG、FP45のすべての車両は、3本からなる黄と黒のストライプがバンドの後ろに描かれていた。
黄地・赤い四分円に黒い縁取りをした、「サークル・アンド・クロス」のモチーフはE1型の機関車の納入時に側面窓の周りに描かれていた。同様のデザインがE3型、E6型、DL109/110などに適用され、その後1Aも改造され塗りなおされた。機関車の側面には典型的には"SANTA FE"の文字が5インチか9インチの高さで鉄道ローマン書体を使って黒で描かれ、またインディアン・ヘッドのロゴが描かれていたが、いくつか有名な例外もあった。
出典: Pelouze, Richard W. (1997). Trademarks of the Santa Fe Railway. The Santa Fe Railway Historical and Modeling Society, Inc., Highlands Ranch, Colorado pp. 47–50.
後年、電気式ガソリンカーのドゥードゥルバグにも塗装パターンを適用した。サンタフェ鉄道の旅客機関車のすべてに標準適用されたウォーボンネット塗装は、鉄道産業の中でももっともよく知られたコーポレートロゴであると考えられている。アムトラックになってからの初期の頃には、引き続き旅客列車牽引に関わっている機関車の赤いボンネットを黄色あるいは濃青で塗り替える計画を推進していたことがあり、これはもはや旅客輸送事業者としてのイメージを反映したくないからであった。

### 貨物用ディーゼル機関車
1935年から1960年までの間、入換機関車は黒に塗られ、薄い白か銀の水平なストライプがアクセントに加えられていた。標準の青と白のSanta Feのロゴとともに、側面中央に小さな字で"A.T.&S.F."と描かれていた。第二次世界大戦後、斜めの白または銀のストライプが端部と運転台側面に踏切での視認性を良くするために書き加えられ、ゼブラ・ストライプ塗装と呼ばれた。A.T.&S.F.の文字は側面のアクセントストライプのすぐ上に描かれ、青と白のSanta Feボックスロゴがそばに描かれていた。
アメリカの砂漠地帯には豊富な水資源を欠いていたため、サンタフェ鉄道はEMD FT型など流線形のディーゼル機関車を貨物運用に大量に使用した最初の鉄道会社となった。1940年12月から1943年3月までの間に納入された100号から119号までのFT型最初のグループでは、濃い青に薄い黄のストライプを前部と運転台の周り、側面のエンジン用開口部のメッシュと骨組みに塗り、薄い赤いストライプが青と黄のエリアを隔てる塗装になっていた。
電気式ディーゼル機関車でもすべての運転台に機関士を乗せるべきだと主張する機関士友愛組合との労働争議のため、FT型の101号から105号までは他のFT型のA-B-B-Aの構成ではなく、A-B-B-Bの構成で納入された。
SANTA FEのロゴマークは黄で5インチの高さで引き伸ばされた書体で描かれており、またSanta Feのボックスロゴも前部中央に描かれていた。当初はボックスロゴは青い十字と円と四角が青銅の板に描かれていたが、しかし後に鋼鉄の板に変更された。3本の細い薄い黄の帯（猫のひげと称される）が前部のロゴから運転台の側面に引き回されている。1951年1月に、3本の黄色のストライプが前部に回され、旅客用機関車に適用されたのと似た大きさと形の、青と黄のシガー・バンドが描かれたものに変更された。青の背景に引き伸ばされた黄のSANTA FEのレタリングは維持された。
1960年から1972年までは、非流線形の貨物用機関車はビルボード（広告看板）塗装と呼ばれるものになり、車体のほとんどが濃い青で塗られ、端部とピンストライプの飾りが黄色で塗られていた。Santa Feの文字は黄の大きなクーパー・ブラックフォントで機関車の側面にアクセントのストライプの下に描かれた。

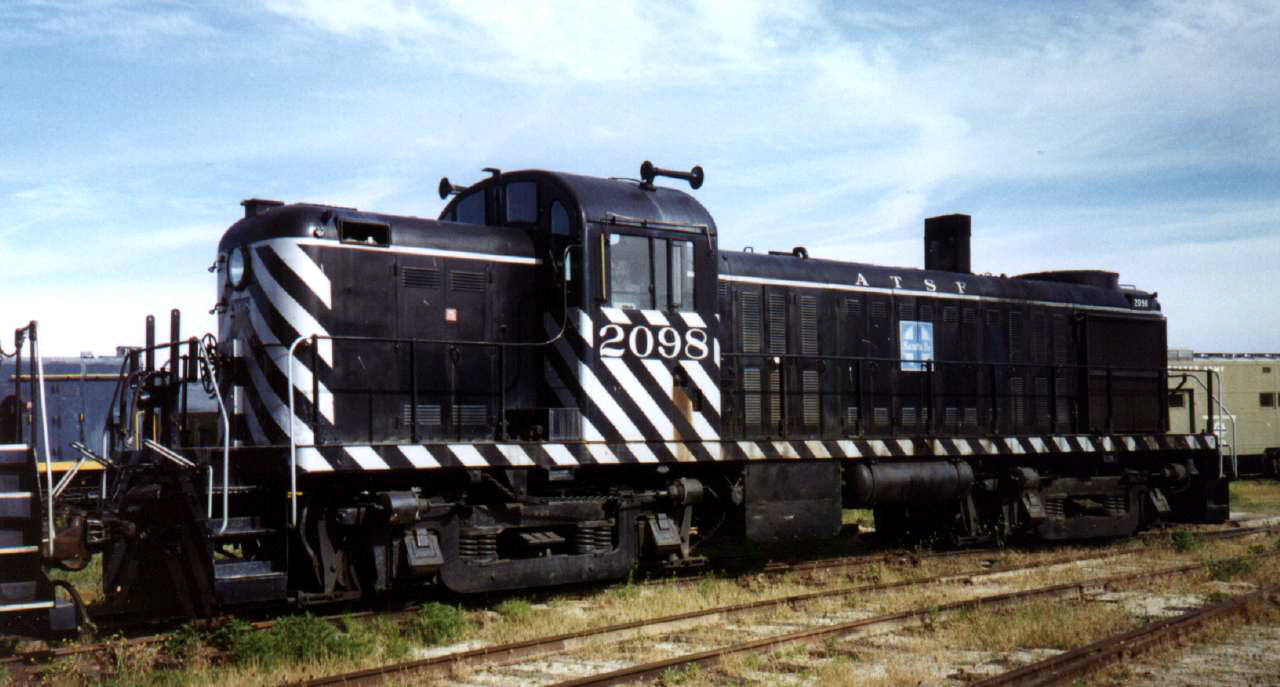
ケネコット・カッパーの103号（アルコRS-2形ディーゼル機関車）が2098号の名目でゼブラ・ストライプ塗装で修復され博物館で保存されている
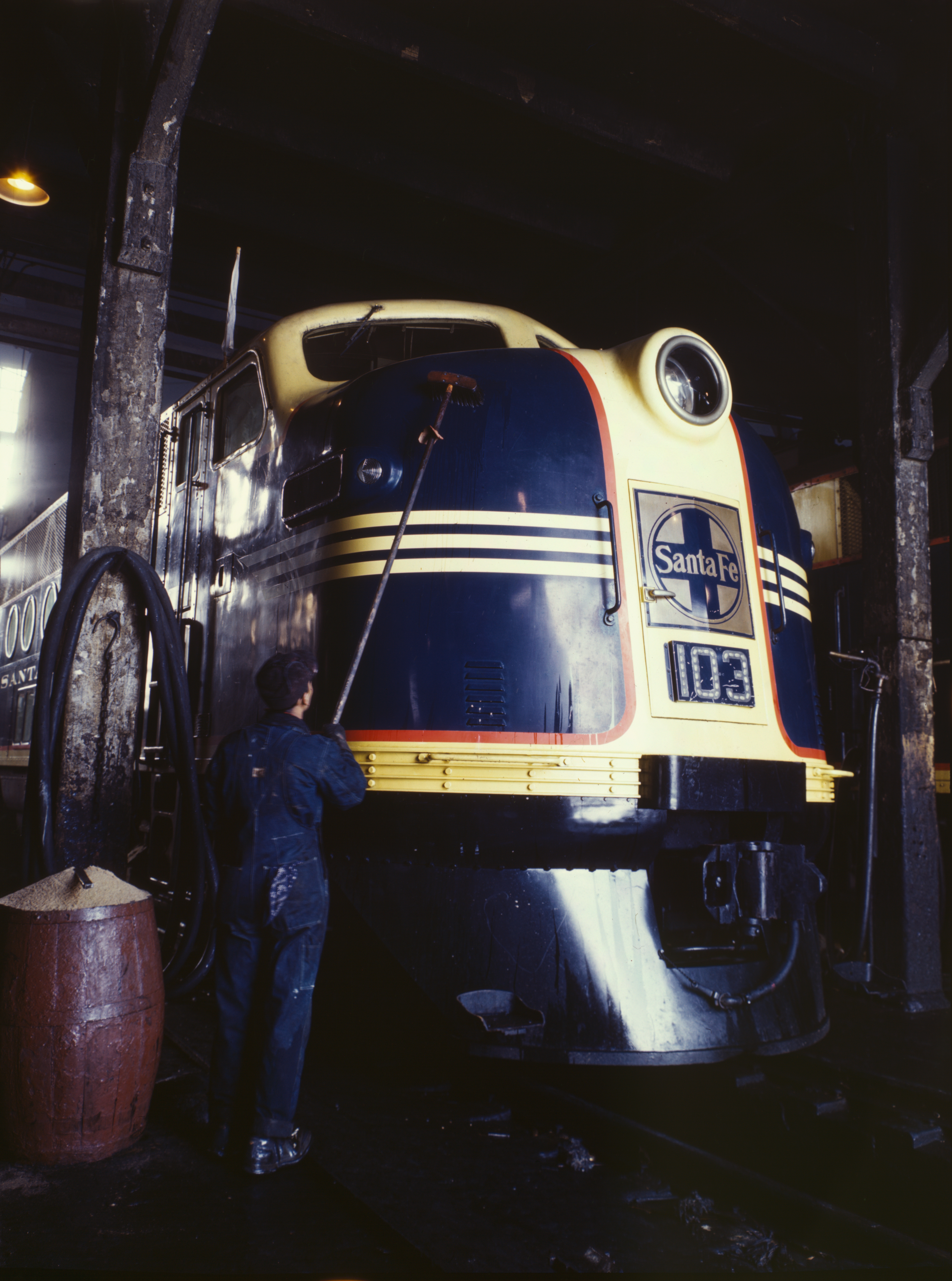
サンタフェ鉄道103号機関車（EMD FT）、「猫のひげ」塗装、第二次世界大戦中の整備作業の様子

1972年から1996年まで、さらにBNSF鉄道の時代になってからも、イエローボンネット塗装として知られる新しい塗装パターンを採用した。かつてのウォーボンネット塗装に似た黄色い機関車で、やはり踏切における高い視認性を確保するものであった。かつては黒く塗られていた走り装置は、銀で塗られるようになった。
1989年6月、サンタフェ鉄道はウォーボンネット塗装を復活し、EMD FP45型2両（5992号・5998号）に改良された形で適用した。Santa Feロゴは大きなビルボードスタイルで側面に赤い文字で描かれた。この2両は101号と102号に改番され、1989年7月4日に新しい「スーパーフリート」として再就役した。サンタフェ鉄道で貨物用機関車がこれほど飾られたのは初めてであった。FP45型の残りの6両はそれ以降同様に塗りなおされ改番された。これ以降、新しい機関車は赤と銀に塗られ、バーリントン・ノーザン・サンタフェ鉄道となった合併以降も多くがこれを維持した。中にはBNSFと側面に表示したものもある。
「スーパー・フリート」用車両の初期の納入では、EMD GP60、GE Dash 8-40BWなどを受領し、アメリカの一級鉄道の中では唯一新しい4軸貨物機関車でノース・アメリカン・セーフティ・キャブを搭載したものを運行している。これらの機関車は高速インターモーダル輸送用に使用することを計画しているが、アッチソン・トピカ・アンド・サンタフェ鉄道の最後の時期には一般運用や支線運用に用いられていることもあった。

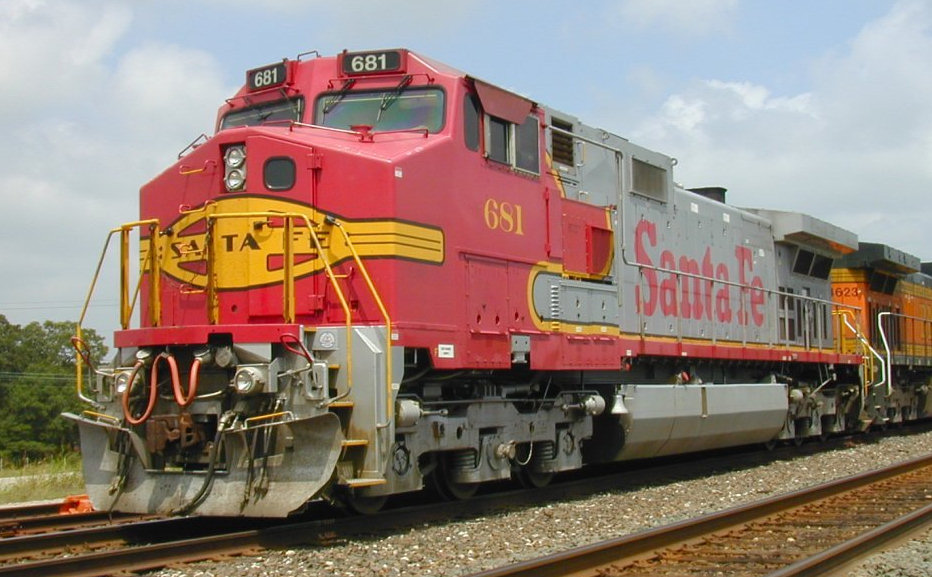
681号機関車、テキサス州シーリー、2001年6月

ディーゼル機関車になってからの間に、いくつかの実験的・記念用の塗装パターンがあった。1つは、1984年にアッチソン・トピカ・アンド・サンタフェ鉄道とサザン・パシフィック鉄道の親会社同士が合併することを予定して開発され、一部で適用されたものであった。赤・黄・黒の塗装で大きな赤い文字で側面にSFと描かれた、提案されていたサザン・パシフィック・サンタフェ鉄道 (SPSF) の塗装は、コダックから発売されていたフィルム「コダクローム」の箱に似ていたことから、コダクローム塗装と鉄道ファンに呼ばれた。鉄道ファンの間でよく言われたジョークとしては、SPSFは「そんなに早く塗り替えるべきではなかった」(Shouldn't Paint So Fast) の略であるというものがある。州際通商委員会によってその後合併は認可されなかったものの、この塗装を施された機関車はまだ時折リースなどで見ることができる。

## 連絡船
アッチソン・トピカ・アンド・サンタフェ鉄道は、リッチモンドとサンフランシスコを海上で連絡するために、サン・パブロ、サン・ペドロ、オーシャン・ウェーブの3隻の連絡船を運航していた。これらの船は、サンフランシスコフェリーターミナルと自社のポイント・リッチモンドターミナルの間8マイルをサンフランシスコ湾を横断して運航されていた。これらは、「エンジェル」や「セイント」などの旅客列車の接続としてもともとは運航されていたものであった。大きな方のサン・パブロおよびサン・ペドロの2隻は、フレッド・ハーヴィ・カンパニーの供食設備も備えていた。
ライバルのサザン・パシフィック鉄道は、世界最大のフェリー船隊を保有しており、最大時期で年間4000万人の旅客と6000万台の自動車を43隻の船で輸送していた。サンタフェ鉄道は1933年に世界恐慌の影響で連絡船の運航を打ち切り、自社の列車をオークランドのサザン・パシフィック鉄道のフェリーターミナルへと運行するようになった。サンフランシスコ・オークランド・ベイブリッジが1936年に開通し、サザン・パシフィック鉄道の連絡船にも次第に衰えが見え始め、1958年頃に最終的に打ち切られた。1938年からは、サンタフェ鉄道の列車はオークランド/エメリービルのサン・パブロ通り近くまで走るようになり、そこから橋を渡るバスでサンフランシスコへ連絡するようになった。

## アイン・ランドの「肩をすくめるアトラス」への影響

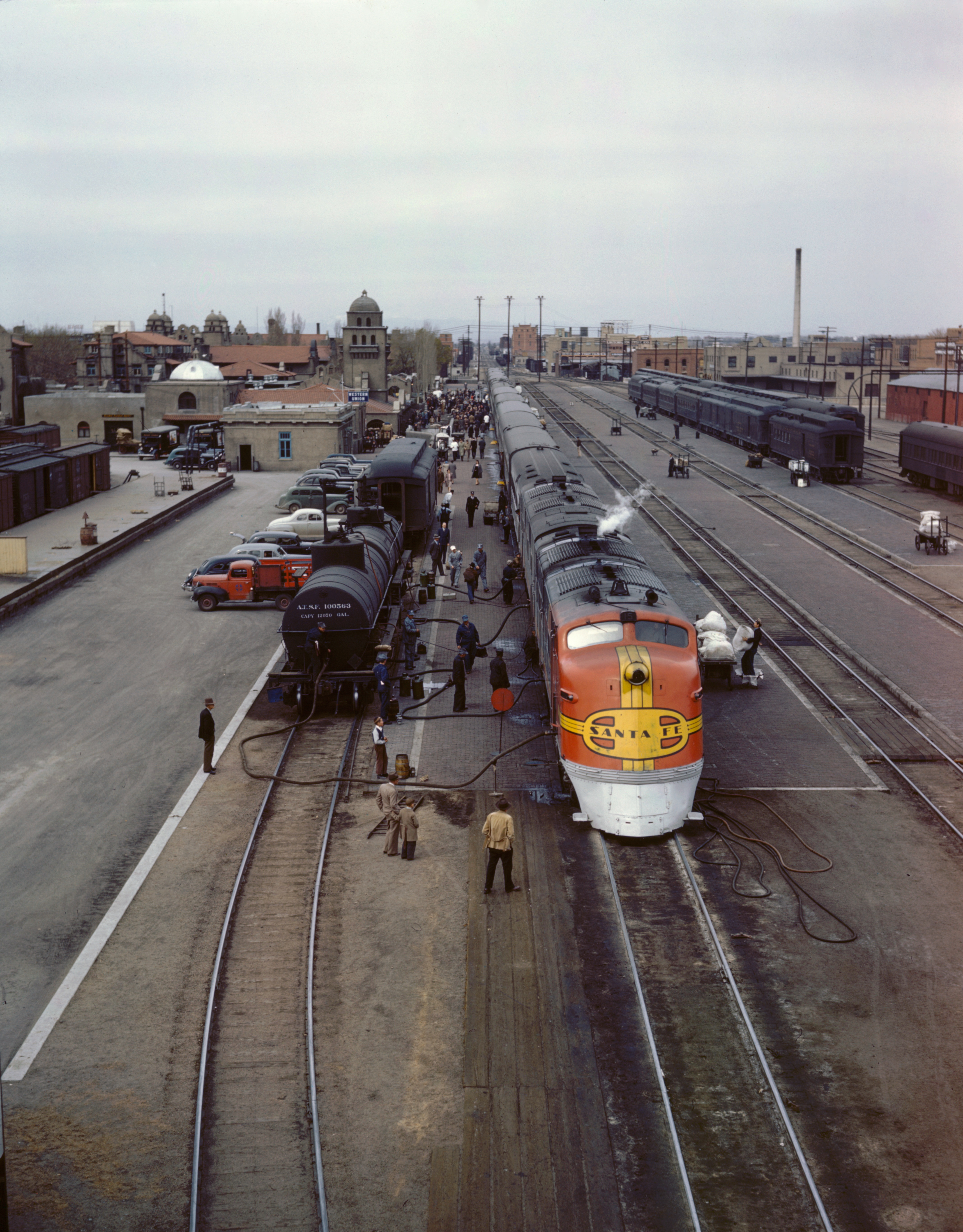
ロサンゼルス行き「スーパー・チーフ」のアルバカーキでの5分間の整備停車、1943年

1946年に作家のアイン・ランドは、大きな鉄道会社を舞台とする小説「肩をすくめるアトラス」の調査の一環として、サンタフェ鉄道の社長の助手を務めていたリー・ライルズ (Lee Lyles) と面会した。
彼女の死後遺された覚書を基に1997年に出版された「ジャーナルズ・オブ・アイン・ランド」には、ランドがライルズに対して、会社の管理構造や様々な状況での慣例について行った詳細な質問の一覧が含まれている。彼女の架空の鉄道会社に出てくる管理職の様々な人物に対して、サンタフェ鉄道の人物をモデルにしたことが示されており、また鉄道の経営者がそうした局面において取るであろうもっともらしい行動についてライルズが語ったことを基本として、作中の人物の様々な状況下における行動が描かれている。